# 北京睦明唐古瓷标本博物馆
39°53′53″N 116°26′16″E / 39.897923°N 116.4378°E
北京睦明唐古瓷标本博物馆，位于北京市东城区东花市北里东区1号北京市房地产交易中心一层，是一家展示中国古代陶瓷标本的私立博物馆。

## 简介
睦明唐古瓷标本博物馆的馆长白明，是一位古瓷片收藏家，在收藏界号称“片儿白”。他的本职工作是北京出版集团电子音像出版社副总编辑、副编审。在白明的游说下，他的好朋友姜宇、陈浩瑞决定投资，三人于2000年创办了“睦明唐茶艺馆”，馆内布置了瓷片展厅。2001年，“睦明唐古瓷标本博物馆”被北京市文物局批准为北京市的私人博物馆。
睦明唐古瓷标本博物馆是集中国古代陶瓷标本研习与触摸、中国传统茶艺表演为一体的博物馆。博物馆设有展区、触摸区、茶区、研习区、阅览区。睦明唐古瓷标本博物馆第一层是茶艺馆，博物馆设在地下一层，是一条摆满碎瓷片的玻璃板路，贯穿着全馆。 如今该馆收藏着中国古代陶瓷标本大约6万件，以唐宋时期以来的名窑、民窑的古瓷片标本为主，其中展出的大约1200件。主要展示中国从新石器时代到中华民国时期的古陶瓷瓷片标本。镇馆之宝是“宋代汝窑坐龙”和“元代枢府窑的福禄铭文瓷碟”。在触摸区内，观众可亲手触摸中国唐朝、宋朝、元朝、明朝、清朝各代的古陶瓷标本。